# Acianthera pernambucensis
Acianthera pernambucensis är en orkidéart som först beskrevs av Robert Allen Rolfe, och fick sitt nu gällande namn av Fábio de Barros. Acianthera pernambucensis ingår i släktet Acianthera och familjen orkidéer. Inga underarter finns listade i Catalogue of Life.